# Bezuidenhout

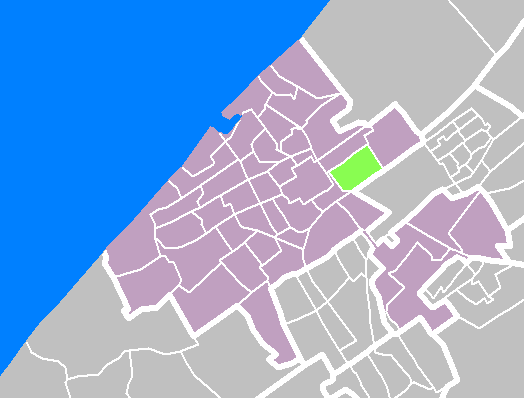
Localización del barrio en La Haya (violeta)

Bezuidenhout es un barrio de la ciudad neerlandesa La Haya.

## Historia
Al final de la Segunda Guerra Mundial, el 3 de marzo de 1945 fue bombardeado por la Royal Air Force. Después de la guerra el barrio fue reconstruido con pisos y casas.

## Lugares de interés
En el barrio se sitúa el palacio de la Reina de Holanda, Beatriz.
- Datos: Q1974010
- Multimedia: Bezuidenhout / Q1974010